# Jump (canción de Rihanna)
«Jump» es una canción interpretada por la cantante de Barbados, Rihanna. Esta canción se incluye en su séptimo álbum de estudio: Unapologetic. Fue escrita por Kevin Cossom, M. B. Williams, y producida por Stargate, Chase & Status y Kuk Harrell.
En Australia, la canción debutó en el número 21. Más tarde ocupó el quinto puesto de la lista y permaneció 12 semanas consecutivas en lista. Así consiguió ganar un disco de platino por "ARIA". 
En Nueva Zelanda debutó en el puesto número 32. Llegó hasta el número 12 en tan solo dos semanas. Después de siete semanas en la lista, obtuvo su mejor puntuación alcanzando el puesto número 10, y permaneciendo dos semanas en esta posición. 

## Posicionamiento en listas
| Lista (2012–14)                          | Máxima posición |
| ---------------------------------------- | --------------- |
| Australia (ARIA)                         | 5               |
| Australia Urban (ARIA)                   | 2               |
| Francia (SNEP)                           | 153             |
| Nueva Zelanda (Recorded Music NZ)        | 10              |
| Reino Unido UK Singles Chart (OCC)       | 150             |
| Estados Unidos R&B/Hip-Hop Digital Songs | 34              |

## Certificaciones
| País (organismo certificador) | Ventas certificadas | Certificación |
| ----------------------------- | ------------------- | ------------- |
| Australia (ARIA)              | 70 000              | Platino       |
| Nueva Zelanda (RIANZ)         | 15 000              | Oro           |